# Austroniscus coronatus
Austroniscus coronatus is een pissebed uit de familie Nannoniscidae. De wetenschappelijke naam van de soort is voor het eerst geldig gepubliceerd in 1976 door Schiecke & Modigh-Tota.